# Lhendup Dorji (cầu thủ bóng đá)
Lhendup Dorji là một cầu thủ bóng đá người Bhutan hiện tại thi đấu cho High Quality. Anh ra mắt lần đầu cho Đội tuyển bóng đá quốc gia Bhutan năm 2015 trong trận đấu tại vòng loại World Cup trước Sri Lanka. Anh cũng góp mặt ở vòng loại thứ hai và ở Giải vô địch bóng đá Nam Á 2015. Anh cũng thi đấu cho giải vô địch U-19 ở Qatar và giải vô địch U-23 ở Guwahati, Ấn Độ.